# Constelações chinesas
As constelações chinesas são diferentes das constelações ocidentais, devido ao desenvolvimento independente da astronomia chinesa.
As primeiras cartas celestes chinesas datam de 400 a.C. ou antes, e surgiram para fins astrológicos e calêndricos. Chen Zhuo (cerca de 230-320) combinou três mapas existentes em um sistema de 283 asterismos e 1464 estrelas. Wang Xi-ming (dinastia Tang) dividiu o céu em 31 regiões: as Três Fortalezas e as Vinte e Oito Mansões (Xiu).
As Três Fortalezas são: a Fortaleza Púrpura Proibida, a Fortaleza do Palácio Supremo e a Fortaleza do Mercado Sagrado. Sete Mansões formam um Símbolo. Os Quatro Símbolos são: o Dragão Azul, o Pássaro Vermelhão, o Tigre Branco e a Tartaruga Negra. As Vinte e Oito Mansões são as regiões próximas à eclíptica.
Não há consenso entre os estudiosos chineses sobre o significado dos nomes dos asterismos, atualmente acrescidos de mais 23, próximos ao polo sul.

## Asterismos do equador celeste
Os asterismos são grupos de estrelas, ou estrelas solitárias, e são diferentes em tamanho. São definidos sobre o equador celeste, e não sobre a ecliptica, embora correspondam ao caminho do Sol no céu.
Os Quatro Símbolos correspondem às quatro estações, por isto cada animal recebe a cor do elemento, ou estado de mutação, associado à estação: verde à madeira, vermelho ao fogo, branco ao metal e negro à água.
Os Xiu começam na região associada ao equinócio de outono porque são contados pela Lua cheia, que permite inferir a posição do Sol por oposição exata.
| Quatro Símbolos (四象)                      | Mansão (宿) | Mansão (宿)   | Mansão (宿)        | Mansão (宿)      |
| Quatro Símbolos (四象)                      | Número      | Nome (pinyin) | Tradução           | Estrela referida |
| ------------------------------------------- | ----------- | ------------- | ------------------ | ---------------- |
| Dragão Azul do Leste (東方青龍) Primavera   | 1           | 角 (Jué/Jiăo) | Chifre             | α Vir            |
| Dragão Azul do Leste (東方青龍) Primavera   | 2           | 亢 (Kàng)     | Pescoço            | κ Vir            |
| Dragão Azul do Leste (東方青龍) Primavera   | 3           | 氐 (Dī)       | Raiz               | α Lib            |
| Dragão Azul do Leste (東方青龍) Primavera   | 4           | 房 (Fáng)     | Quarto             | π Sco            |
| Dragão Azul do Leste (東方青龍) Primavera   | 5           | 心 (Xīn)      | Coração            | α Sco            |
| Dragão Azul do Leste (東方青龍) Primavera   | 6           | 尾 (Wěi)      | Cauda              | μ Sco            |
| Dragão Azul do Leste (東方青龍) Primavera   | 7           | 箕 (Jī)       | Cesto de despalhar | γ Sgr            |
| Tartaruga Negra do Norte (北方玄武) Inverno | 8           | 斗 (Dǒu)      | Copo               | φ Sgr            |
| Tartaruga Negra do Norte (北方玄武) Inverno | 9           | 牛 (Niú)      | Boi                | β Cap            |
| Tartaruga Negra do Norte (北方玄武) Inverno | 10          | 女 (Nǚ)       | Moça               | ε Aqr            |
| Tartaruga Negra do Norte (北方玄武) Inverno | 11          | 虛 (Xū)       | Vazio              | β Aqr            |
| Tartaruga Negra do Norte (北方玄武) Inverno | 12          | 危 (Wéi/Wēi)  | Telhado            | α Aqr            |
| Tartaruga Negra do Norte (北方玄武) Inverno | 13          | 室 (Shì)      | Acampamento        | α Peg            |
| Tartaruga Negra do Norte (北方玄武) Inverno | 14          | 壁 (Bì)       | Muro               | γ Peg            |
| Tigre Branco do Oeste (西方白虎) Outono     | 15          | 奎 (Kuí)      | Pernas             | η And            |
| Tigre Branco do Oeste (西方白虎) Outono     | 16          | 婁 (Lóu)      | Vínculo            | 35 Ari           |
| Tigre Branco do Oeste (西方白虎) Outono     | 17          | 胃 (Wèi)      | Estômago           | β Ari            |
| Tigre Branco do Oeste (西方白虎) Outono     | 18          | 昴 (Mǎo)      | Cabeça peluda      | 17 Tau           |
| Tigre Branco do Oeste (西方白虎) Outono     | 19          | 畢 (Bì)       | Rede               | ε Tau            |
| Tigre Branco do Oeste (西方白虎) Outono     | 20          | 觜 (Zī)       | Bico de tartaruga  | λ Ori            |
| Tigre Branco do Oeste (西方白虎) Outono     | 21          | 參 (Shēn)     | Três Estrelas      | ζ Ori            |
| Pássaro Vermelho do Sul (南方朱雀) Verão    | 22          | 井 (Jǐng)     | Poço               | μ Gem            |
| Pássaro Vermelho do Sul (南方朱雀) Verão    | 23          | 鬼 (Guǐ)      | Fantasma           | θ Cnc            |
| Pássaro Vermelho do Sul (南方朱雀) Verão    | 24          | 柳 (Liǔ)      | Salgueiro          | δ Hya            |
| Pássaro Vermelho do Sul (南方朱雀) Verão    | 25          | 星 (Xīng)     | Estrela            | α Hya            |
| Pássaro Vermelho do Sul (南方朱雀) Verão    | 26          | 張 (Zhāng)    | Rede estendida     | υ¹ Hya           |
| Pássaro Vermelho do Sul (南方朱雀) Verão    | 27          | 翼 (Yì)       | Asas               | α Crt            |
| Pássaro Vermelho do Sul (南方朱雀) Verão    | 28          | 軫 (Zhěn)     | Carruagem          | γ Crv            |